# Denis Bogdan
Denis Valerievich Bogdan (russo:  Денис Валерьевич Богдан; IPA: [dʲɪˈnʲiz ˈboɡdən]; Hrodna, 13 de outubro de 1996) é um jogador de voleibol russo que atua na posição de ponteiro.

## Carreira
Bogdan integrou a equipe de voleibol do Comitê Olímpico Russo nos Jogos Olímpicos de Verão de 2020 em Tóquio, quando conquistou a medalha de prata após confronto com a equipe francesa na final.

## Títulos
- Campeonato Russo: 2021-22

- Supercopa Russa: 2022